# 愛情夢幻號
《愛情夢幻號》是一部1999年上映的香港爱情喜剧片，邱禮濤执导，由刘德华、石田光和黃秋生主演。1999年2月13日上映。

## 剧情
黎學津是香港首富之獨子，這次他帶著母親介紹的女服務生青文到郵輪上，就在第一天晚上的約會，他獲得了青文的首肯，兩人訂婚了。而這已是黎學津的第八次訂婚，每次愛情總是來得快，去得也快，新鮮感一過他就悔婚了。
學津越來越喜歡青文的應對得體，原來青文暗地裡苦苦補習第二天的話題，使她覺得非常辛苦。此時，青文遇上了船上的侍應生樂文，他们都是北京人，有相同话题，跟樂文在一起，青文覺得無拘無束，青文的心開始動搖了。
學津並不會就此放棄，他自信憑個人魅力定奪得美人歸。此時，紅葉在樂文身邊出現了，她處處與學津為敵，她比學津更尖酸，更揮金如土，兩人勢成水火......逐漸地，學津發覺當紅葉不跟他抬槓時，他便會感到空虛寂寞，這是他從未有過的感覺，從沒有人敢直指出他的缺點，只有紅葉敢當眾教訓他。當他跟紅葉更多接觸時，更被紅葉的性格吸引。
正當學津想表達心意時，竟發現紅葉已破產（她叔叔侵占了她爸的财产），她还被赶下轮船，学津提出想帮她。不过她不想直接得到他的金钱，因为她认为他没有本事，花的钱都是他爸挣的，她认为他不花家里的钱就会活不下去。为了证明自己，他同意跟她一起下船，身上只带十元钱，且不能接受家族的援助的情况下生活三天。
为了生存，两人到餐馆打工，好不容易吃了两天的苦，然而第三天学津却想放弃回到船上去，最后还是坚持留了下来，并接受为狗洗澡的工作（他很怕狗）。在一个当地人白天举行的跳舞活动上，一个大胖子挑衅欺负学津，两人体力差距太大学津打不过胖子，最后学津的助手找来警察解救了学津。红叶则认为他这样靠帮手解决麻烦还是违背了诺言，她对他感到失望。
回到船上后红叶对学津说他自以为很有钱对待感情不够用心，所以不会得到女人的真爱。然后红叶下船离开，他身边的人认为学津如果努力试试是有机会得到她的真心的。于是学津跳下船游到岸边，将他在岛上靠打工赚来的钱买到的一条普通项链扔到了红叶背上，红叶发现这正是她在岛上看上的一件东西。最终学津的努力和用心打动了红叶，两人幸福地拥抱在了一起，并通过直升机的绳梯重回船上。学津也送给青文和樂文一件宝贵项链当做他对这对年青人的爱情的祝福。

## 角色
| 演員   | 角色                                                                 |
| 刘德华 | 黎學津，富家公子哥                                                   |
| 石田光 | 方紅葉，中日混血富家女 (粵語配音：馮蔚衡)                            |
| 瞿穎   | 陸青文，北京人                                                       |
| 黄磊   | 黃樂文，邮轮餐厅服务生，北京人                                       |
| 黃秋生 | 三聯，黎学津助手                                                     |
| 陳芷菁 | 田園，学津女助手                                                     |
| 何嘉莉 | 嘉嘉，学津妹妹                                                       |
| 謝雪心 | 黎學津之母                                                           |
| 黃百鳴 | Jack                                                                 |
| 伍詠薇 | Rose，杰克爱人，两人迷恋并不断效仿电影《泰坦尼克号》中的浪漫故事情节 |

## 電影歌曲
| 曲別   | 歌名         | 作曲   | 作詞   | 編曲   | 演唱   |
| ------ | ------------ | ------ | ------ | ------ | ------ |
| 主題曲 | 《世事如棋》 | 許冠傑 | 許冠傑 | 鮑比達 |        |
| 主題曲 | 《世事如棋》 | 許冠傑 | 許冠傑 | 鮑比達 | 劉德華 |

## 爭議
2010年劉德華接受《香港蘋果日報》訪問時，表示拍攝本片令其感到遺憾，因為本片是他第1部收取1200萬片酬的電影，而劉德華當時接拍本片的原因是要償還天幕製作的虧損債項，片酬價錢亦是吸引他拍攝本片的最大賣點，片酬數目是由當時本片監製黃百鳴開出給他，而本片的全部經費預算都全用於支付他的片酬，兩間電影公司亦沒有餘錢聘請群眾演員，令到劉德華、黃秋生、石田光、何嘉莉、謝雪心一眾主演演員要在拍攝當地到處拉攏途人充當臨時演員，劉德華認為此舉會有失演員身份及尊嚴，自本片拍竣以後，劉德華對媒體宣稱永久不會再度跟黃百鳴合作。

## 外部連結
- 開眼電影網上《愛情夢幻號》的資料（繁體中文）
- 香港影庫上《愛情夢幻號》的資料（繁體中文）
- 时光网上《愛情夢幻號》的資料（简体中文）
- 豆瓣电影上《愛情夢幻號》的資料 （简体中文）
- 爛番茄上《愛情夢幻號》的資料（英文）
- 互联网电影数据库（IMDb）上《愛情夢幻號》的资料（英文）